# Mořic Arnold de Forest
Mořic Arnold de Forest, křestní jméno též Maurice nebo Moritz (9. ledna 1879, Paříž – 6. října 1968, Biarritz), byl šlechtic, britský poslanec za Liberální stranu (Liberal Party) a automobilový závodník, poslední soukromý majitel moravských panství Veveří (s hradem Veveří) a Rosice, odpůrce pozemkové reformy v Československu a posléze lichtenštejnský občan a diplomat.

## Životopis
Byl synem Edwarda de Forest, amerického cirkusového podnikatele, a jeho manželky Juliette rozené Arnold. Po ztrátě obou rodičů, kteří v roce 1882 zemřeli na tyfus[nepřesný odkaz] v Osmanské říši, byl spolu se svým bratrem Raymondem de Forest (1880–1912) adoptován Clarou Bischoffsheim Goldschmitt. Ta byla provdaná za velmi zámožného rakouského šlechtice židovského původu, bankéře a filantropa Maurice de Hirsche, který podporoval zejména vzdělání a pozvednutí evropských Židů z útlaku. Důvodem k adopci obou bratrů bylo pravděpodobně úmrtí vlastních dětí. V roce 1898 požádala Clara de Hirsch rakouského císaře Františka Josefa I., aby byly její adoptivní děti povýšeny do šlechtického stavu. Žádosti bylo vyhověno 22. ledna 1899 a Maurice Arnold a jeho bratr Raymond obdrželi tituly svobodných pánů de Forest-Bischoffsheim.
V mládí studoval na anglické elitní škole v Etonu a posléze na Oxfordské univerzitě (kolej Christ Church). V Anglii se usadil a roku 1900 získal britské občanství. V letech 1911-1918 zastupoval Liberální stranu v britském parlamentu.
Po svých adoptivních rodičích zdědil na Moravě panství Rosice Veveří – včetně hradu Veveří – s rozlohou přes 12 000 hektarů půdy. Zvláště na hradě Veveří, který nákladně upravil, s oblibou pobýval a hostil zde své přátele z Velké Británie. Nejznámější z nich byli pozdější britský ministerský předseda Winston Churchill, který pobýval na Veveří celkem třikrát, a jeho manželka lady Clementine. Po vzniku Československa v roce 1918 se jeho moravská panství stala předmětem pozemkové reformy v První republice a vleklého právního sporu, který byl definitivně vyřešen až dohodou v roce 1925, kdy jeho majetky získal stát za kompromisní náhradu. De Forestův spor s Československou republikou se stal jedním z nejznámějších případů souvisejících s pozemkovou reformou. Jako britský občan měl výrazně výhodnější pozici než velkostatkáři s německou či rakouskou státní příslušností. Především díky blízkým vazbám na vlivné osobnosti ve Velké Británii dostal za zestátněné pozemky na Moravě mnohem vyšší finanční náhradu než jiní majitelé velkostatků (jednalo se celkem o 65 milionů korun).
Po první světové válce se Mořic Arnold de Forest-Bischoffsheim sblížil s vládnoucím knížetem Lichtenštejnska Františkem I., také postiženým československou pozemkovou reformou. Knížete dokonce finančně podpořil úvěrem. Roku 1932 získal lichtenštejnské občanství a později obdržel i titul hraběte z Bendernu. Od roku 1935 působil jako lichtenštejnský diplomat, například v roce 1936 jako oficiální zástupce země na Letních olympijských hrách 1936 v Berlíně. Zemřel 6. října 1968 v přímořském letovisku Biarritz na jihozápadě Francie. Je pohřben v lichtenštejnském Bendernu.

## Záliba ve sportu
De Forest byl nadšencem pro nově vznikající technologie motorových vozidel a letadel. Sám soutěžil v řadě významných automobilových závodů své doby v Británii, Irsku a Francii. V letech 1903 až 1905 držel putovní pohár deníku Daily Mail, když dosáhl tehdy rekordní rychlosti. Účastnil se také závodů Cresta Run ve švýcarském Svatém Mořici, kde po něm byl pojmenován pohár. Podporoval rozvoj aviatiky v Británii. V roce 1909 nabídl baron de Forest tehdy vysokou prémii 2 000 liber prvnímu Britovi, který přeletí přes kanál La Manche v letadle postaveném v Anglii. Po úspěšném přeletu, který se zdařil Francouzi Louisi Blériotovi v červenci 1909, prémii zdvojnásobil na 4 000 liber. Tuto prémii pak obdržel Thomas Sopwith v prosinci 1910.

## Rodinné poměry
Mořic Arnold de Forest uzavřel dva sňatky. První jeho manželkou byla Mathilde Madeleine Menier, rozená Letellien, vdova po čokoládovém magnátovi Albertu Menierovi a dcera francouzského vydavatele novin. Sňatek byl uzavřen v roce 1901 a z tohoto manželství pocházela dcera Mabel Béatrix Clara Mary Magdalen de Forest (* 1902). Toto manželství bylo zrušeno dekretem papeže v roce 1902.
Druhou manželkou se stala Ethel Gerard, dcera Williama Cansfielda Gerarda, druhého barona Gerarda. Svatba se konala v roce 1904. Z tohoto manželství se narodili dva synové, Alaric de Forest (* 1905) a John Gerald de Forest (* 1907), kteří později přijali tituly hrabat z Bendernu. Také toto manželství skončilo rozvodem, a to v roce 1911 kvůli nevěře baronky s mladším mužem již v lednu 1910.
Jeho vnučka Caroline de Bendern se stala tváří pařížského jara 1968, když byla pod názvem Marianne května 68 uveřejněna fotografie, na které sedíc na ramenou malíře Jeana-Jacquese Lebela mává vietnamskou vlajkou. Kvůli této fotografii byla Mořicem Arnoldem de Forest vyděděna. Jejím manželem byl saxofonista Barney Wilen.
K nemanželskému původu od Mořice Arnolda de Forest se hlásila dánská zpěvačka Emmelie de Forest, protože však nebyla pro své tvrzení schopna předložit žádné doklady, přestala ve svém marketingu tuto historku uvádět.